# Earl de Grey
Earl de Grey, of Wrest in the County of Bedford, war ein erblicher britischer Adelstitel in der Peerage of the United Kingdom.

## Verleihung
Der Titel wurde am 25. Oktober 1816 für Amabel Hume-Campbell (geborene Yorke), 5. Baroness Lucas geschaffen. Sie war eine Tochter von Philip Yorke, 2. Earl of Hardwicke und Jemima Campbell, 2. Marchioness Grey. Beim Tod ihrer Mutter 1797 war der Titel Marquess Grey erloschen.
Das Earldom wurde mit dem besonderen Zusatz verliehen, dass der Titel in Ermangelung eigener männlicher Nachkommen auch an ihre Schwester Mary Jemima Yorke (1757–1830) und deren männliche Nachkommen vererbbar sei.

## Nachgeordnete und weitere Titel
Sie hatte 1797 von ihrer Mutter den Titel 2. Baroness Lucas of Crudwell, in the County of Wilts geerbt, der 1663 in der Peerage of England geschaffen worden war. Bei ihrem Tod 1833 erbte ihr Neffe Thomas Weddell, 3. Baron Grantham ihre Titel. Dieser war bereits seit 1786 3. Baron Grantham, of Grantham in the County of Lincoln (geschaffen 1761, Peerage of Great Britain) und seit 1792 6. Baronet Robinson, of Newby in the County of York (geschaffen 1690, Baronetage of England). Bei dessen Tod 1859 fiel der Titel Baron Lucas an seine Tochter Anne Florence Weddell, 3. Baroness Lucas (1806–1880), alle übrigen Titel erbte sein Cousin George Robinson, 2. Earl of Ripon. Dieser war bereits 2. Earl of Ripon, in the County of York (geschaffen 1833) und 2. Viscount Goderich (geschaffen 1827) und wurde 1871 zum Marquess of Ripon erhoben; diese drei Titel gehörten zur Peerage of the United Kingdom. Bei seinem Tod 1909 beerbte ihn sein Sohn Frederick Oliver Robinson, bei dessen Tod 1923 die Titel erloschen.

## Earls de Grey (1816)
- Amabel Hume-Campbell, 1. Countess de Grey (1751–1833)
- Thomas de Grey, 2. Earl de Grey (1781–1859)
- George Robinson, 1. Marquess of Ripon, 3. Earl de Grey (1827–1909)
- Frederick Robinson, 2. Marquess of Ripon, 4. Earl de Grey (1852–1923)